# John Connelly
John Michael Connelly (18. juli 1938 - 25. oktober 2012) var en engelsk fodboldspiller (angriber), og verdensmester med England fra VM i 1966.
Connellys karriere strakte sig fra 1956 til 1973, og blev tilbragt i henholdsvis Blackburn Rovers, Manchester United, Burnley og Bury. Længst tid tilbragte han hos Burnley, som han var tilknyttet i otte sæsoner, og vandt det engelske mesterskab med i 1960. I tiden hos Manchester United blev det også til et mesterskab, der blev vundet i 1965.
Connelly spillede desuden 20 kampe og scorede syv mål for det engelske landshold. Hans første landskamp var et opgør mod Wales 17. oktober 1959, hans sidste var åbningskampen under VM i 1966 mod Uruguay 11. juli 1966.
Han blev udtaget til den engelske trup til VM i 1962 i Chile, og var reserve uden spilletid i hele turneringen. Han var også med til at vinde guld ved VM i 1966 på hjemmebane, ved denne turnering spillede han én kamp, den ovenfor nævnte åbningskamp mod Uruguay.

## Titler
Engelsk mesterskab
- 1960 med Burnley
- 1965 med Manchester United

VM
- 1966 med England